# حرائق آبار النفط الكويتية

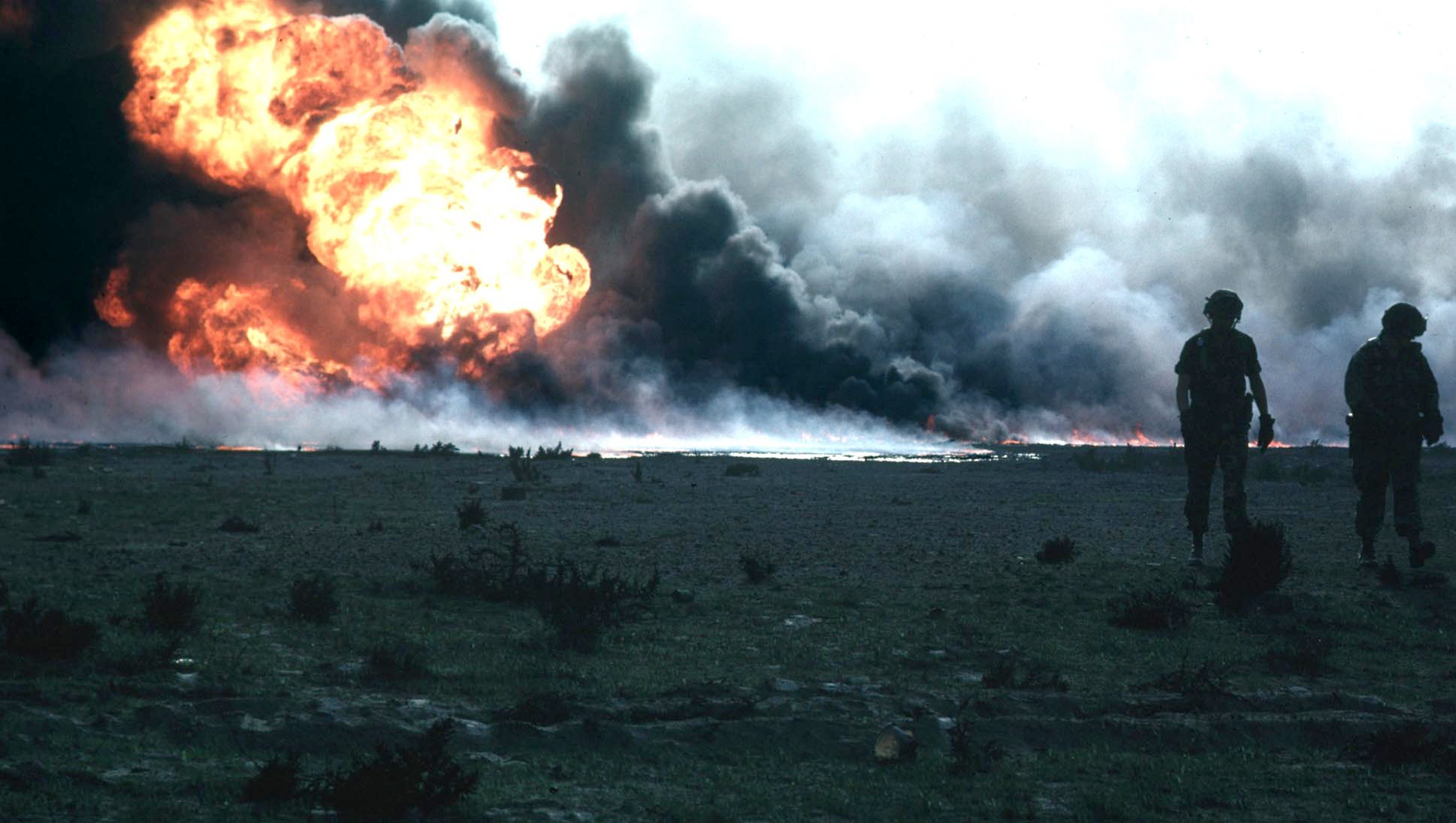
بئر يحترق

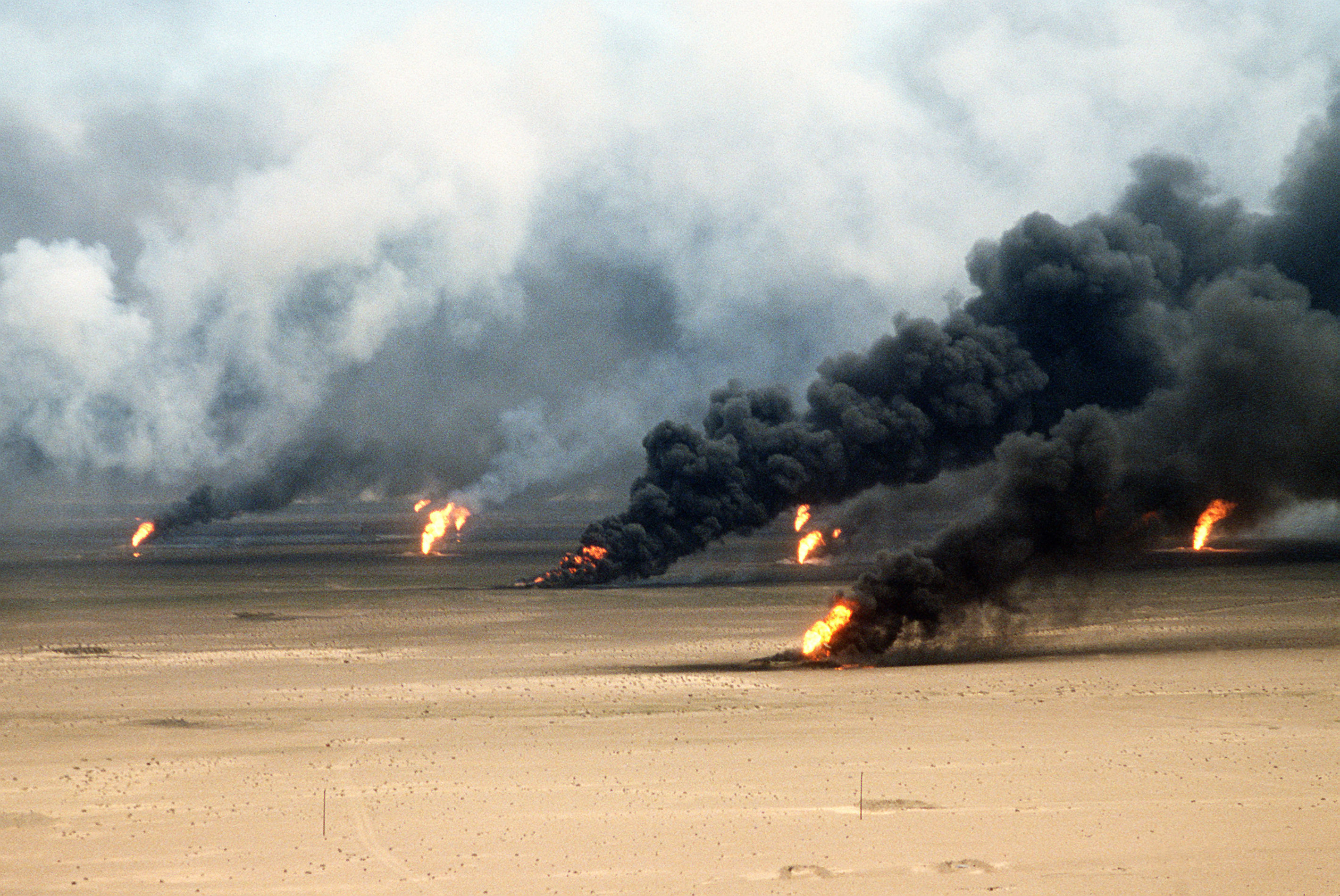
منظر من الجو لآبار نفط مشتعلة

 حرائق آبار النفط الكويتية هي مجموعة من الحرائق كان قد أشعلها الجيش العراقي في آبار النفط الكويتية في أواخر فبراير 1991، قبل انسحابه من الكويت حيث قامت القوات العراقية بتدمير ما يقارب 1073 بئرًا نفطيًا، وذلك عن طريق تفجيرها مما أدى إلى احتراق حوالي 737 بئرًا مسببًا غيمة سوداء غطت سماء الكويت والدول المجاورة لها، بل وحتى بعض دول الخليج العربي والدول المطلة على المحيط الهندي، مما أدى إلى حصول مشاكل بيئية وتلوث في الجو العام. بعد تحرير الكويت بدأت عملية إطفاء الآبار المشتعلة في مارس 1991 وتم إطفاء آخر بئر في 6 نوفمبر 1991.

## الدوافع وطرق التفجير
كان إنتاج وتصدير النفط أحد الأسباب التي أعلنتها الحكومة العراقية في تبريرها لاحتلال الكويت. فقد اتهم العراق كل من الكويت والإمارات العربية المتحدة بالتلاعب بأسعار النفط وذلك برفع نسبة إنتاجهما من النفط مما أدى إلى انخفاض أسعار النفط إلى مستوى 10-12 دولاراً بدلًا من 18 دولاراً للبرميل. وسبب هذا الانخفاض خسائر في إيرادات الحكومة العراقية التي تعتمد على مدخول النفط لتسديد ديونها بسبب الحرب العراقية الإيرانية. ويرى بعض المحللين أن إحراق آبار النفط الكويتية كانت وسيلة عقاب من قبل الحكومة العراقية لرفع الكويت لإنتاجها من النفط، على الرغم من أن إحصائيات منظمة الدول المصدرة للنفط (أوبك) تشير إلى أن 10 دول من ضمنهم العراق لم تكن ملتزمة بحصص الإنتاج. ومما يؤيد نظرية الانتقام في إحراق وتفجير آبار النفط الكويتية هو قيام الحرس الجمهوري العراقي بوضع خطة متكاملة لتفجير الآبار النفطية ومحطات الكهرباء والماء. وتظهر الوثائق العراقية بدء وضع هذه الخطط منذ 12 أغسطس 1990، أي بعد 10 أيام من الغزو العراقي للكويت.
كان استخدام عجينة من «التي أن تي» هي الوسيلة الغالبة في تفجير الآبار النفطية، حيث استخدم ما يقارب 14 طناً من متفجرات «التي أن تي» في هذه العملية وبمتوسط 11 كيلوجراماً للبئر الواحد. كما استخدمت أكياس الرمل لوضعها فوق المتفجرات وذلك لمضاعفة الضغط على رأس البئر ومضاعفة درجة التخريب. كما تم استخدام القنابل العنقودية وقذائف الدبابات في تفجير بعض الآبار وذلك لعدم توفر عجينة «التي أن تي» أو تعثر الوصول لرأس البئر بسبب الألغام المزروعة.

## حجم المشكلة البيئية
تعتبر هذه الحادثة من أكبر الحوادث البيئية في العالم حيث أن السحب الدخانية الناتجة عن حرق الآبار وصلت إلى اليونان غربًا وإلى الصين شرقًا بينما آثار هذا الدخان تعدى تلك المسافة ليصل إلى الولايات المتحدة الأمريكية.

### تلوث الهواء
| مركبات الدخان المنبعث من الحرائق النفطية | مركبات الدخان المنبعث من الحرائق النفطية |
| ---------------------------------------- | ---------------------------------------- |
| ثاني أكسيد الكربون                       | 95%                                      |
| أول أكسيد الكربون                        | 1%                                       |
| أبخرة عضوية                              | 4.2%                                     |
| الميثان                                  | 0.35%                                    |
| سخام                                     | 0.45%                                    |
| دقائق عضوية                              | 0.65%                                    |

أدى حرق أكثر من 727 بئر نفطي إلى انبعاث كمية كبيرة من الغازات السامة والدخان على مدى ما يقارب من الثمانية أشهر. فقد وصل مدى الدخان المرئي إلى مسافة 2000 كم عن الكويت لتصل إلى الصين والهند شرقًا. كما أن السخام الناتج من حرائق الآبار قد تم رصده في هاواي واليابان. وقد تنبأت بعض الدراسات إلى احتمال انخفاض درجات الحرارة بمقدار 100 درجات مئوية في مساحة دائرة نصف قطرها مئات الكيلومترات مركزها الكويت كما تنبأت بانخفاض قدره درجتان لمسافة تصل إلى 1000 كم. أدى هذا الانخفاض في درجات الحرارة إلى تغيرات كبيرة في المناخ الجوي.

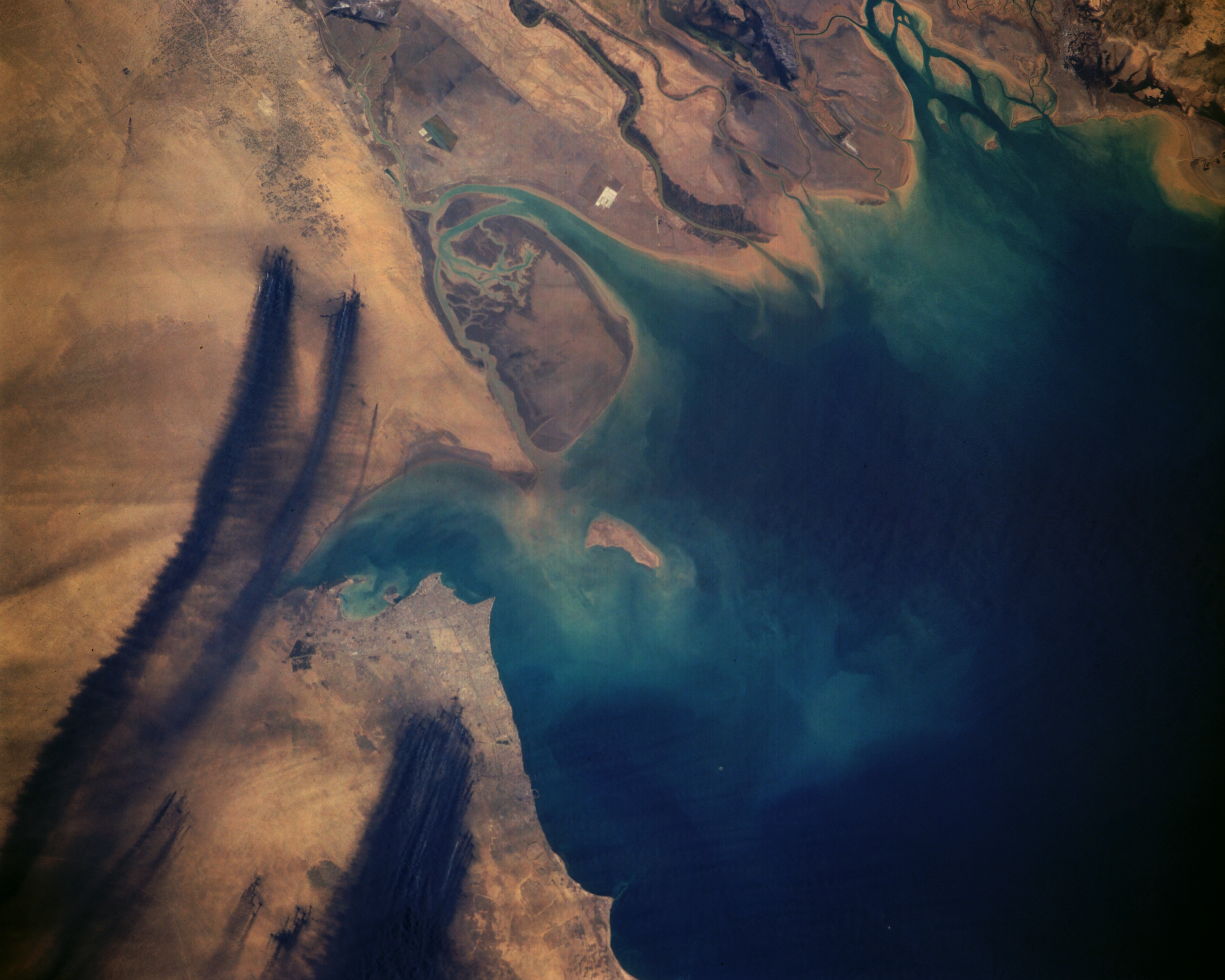
صورة فضائية تظهر السحب الدخانية ترتفع من الآبار المحترقة

كما أدت الحرائق النفطية إلى انبعاث العديد من المركبات السامة والمضرة بصحة الإنسان. وقد شملت الغازات المنبعثة على أول أكسيد الكربون وثاني أكسيد الكربون وثاني أكسيد الكبريت وأكاسيد النيتروجين وكبريتيد الهيدروجين والكثير من المركبات الهيدروكربونية. كما لوحظ اختلاف واضح في لون الدخان إذ كان شديد السواد في معظم الحالات نتيجة احتوائه على نسبة عالية من السخام (20 - 25% منه)، وكان يشوب الدخان اللون الأبيض في حالات قليلة نتيجة لبخار الماء واحتراق الأملاح ككلوريد الصوديوم وأملاح الكالسيوم والبوتاسيوم. كما قدرت كمية الدخان الأسود الناتج عن النفط المحترق بحوالي 14-40 ألف طن يوميًا. كما قدرت كمية ثاني أكسيد الكربون المنطلق بمليوني طن أي ما يعادل 2% من النسبة العالمية لإنتاج ثاني أكسيد الكربون. أما ثاني أكسيد الكبريت فإن كميتة تصل إلى 9,000 طن يوميًا وحوالي 350 طن من أكاسيد النيتروجين و250 طن من غاز أول أكسيد الكربون.
انعكست هذه الزيادة الكبيرة في بث الملوثات على جودة الهواء في الكويت والمناطق المحيطة بها، حيث تم رصد ارتفاع كبير في تركيز الملوثات في محطات الرصد البيئية في الكويت. فقد بلغ تركيز الأوزون ما يقارب 1,000 مجم لكل متر مكعب أي ما يقارب 8 أضعاف الحد الأعلى المسموح به. كما تم رصد زيادة مشابهة -لكنها أقل حدة في الزيادة- في تركيز كل من ثاني أكسيد الكبريت (1.671 مجم/م3، الحد المسموح: 1.5 مجم/م3)، والرصاص (92.5 مجم/م3، الحد المسموح: 80 مجم/م3). كما لوحظ ارتفاع كبير في تركيز الجزيئات الدقيقة (3,000 مجم/م3، الحد المسموح: 150 مجم/م3).

### تلوث المياه
تعمد الجيش العراقي بضخ النفط في مياه الخليج العربي ابتداءً من النصف الثاني من يناير 1991 إثر تصاعد وتيرة الغارات الجوية للقوات المتحالفة. فبدأ الضخ من خمس ناقلات نفطية كانت راسية أمام ميناء الأحمدي ومن بعض الآبار القريبة من الخليج بما يقدر بستة ملايين برميل. وفي الخامس والعشرين من يناير 1991 تم فتح صنابير ضخ النفط في ميناء الأحمدي ليزيد من حدة التلوث النفطي. فقدر معدل ضخ النفط في مياه الخليج ما يقارب 6000 برميل يوميًا. نتيجة لذلك تشكلت ما يقارب 128 بقعة زيتية قبالة السواحل الكويتية والسعودية لتشكل أكبر حادثة انسكاب نفطي يشهدها العالم  حيث بلغ طول البقعة حوالي 130 كم وقدر عرضها ب25 كم. ومما فاقم المشكلة هو التسرب النفطي من الخنادق الممتلئة بالنفط والتي حفرها الجيش العراقي كخطوط دفاع لهم. والجدير بالذكر أن دول الخليج العربي لا تزال تعاني من آثار وعواقب هذه الحادثة.
تأثرت الكائنات البحرية تأثرًا كبيرًا بهذا التلوث، فانتشار النفط على سطح الماء يشكل طبقة تمنع التبادل الغازي كما تمنع وصول الضوء الكافي للهوائم النباتية مما يسبب خلل في السلسلة الغذائية. فقد أدت هذه الظاهر إلى انخفاض حاد في المخزون السمكي وظهر هذا بشكل انخفاض في كمية صيد الأسماك في العامين 1992 و1993. أدى تدفق النفط من الآبار المدمرة إلى تلوث المياه الجوفية خاصة وأن التكوينات المائية في الجزء الشمالي في الكويت شديدة النفاذية مما يجعل من السهل تسرب النفط إلي هذه التكوينات خاصة بمصاحبة مياه الأمطار.

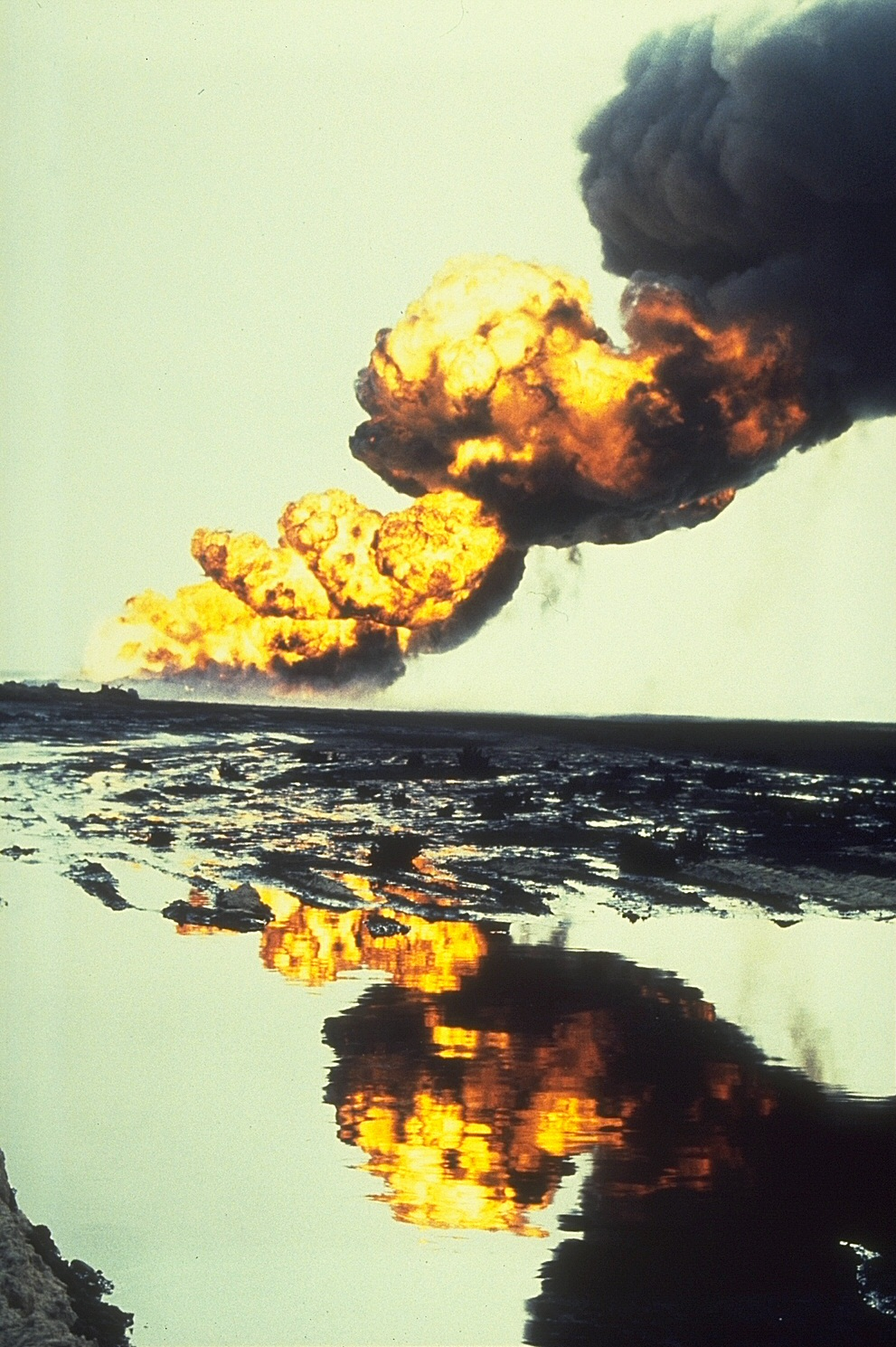
أحد الآبار المحترقة في حقل برقان النفطي والأرض المحيطة بالبئر مغطاة ببحيرة نفطية

### تلوث التربة
تنوعت مصادر تلوث التربة من جراء احتراق الآبار. فنتج من تدمير الآبار تكون بحيرات نفطية لها تأثير مباشر على التربة. التأثير غير المباشر يكمن في استخدام مياه إطفاء الآبار المشتعلة - والتي كانت تجلب من البحر- مما زاد من ملوحة التربة وجعلها غير صالحة للحياة النباتية والحيوانية.
كون النفط المتسرب من الآبار المدمرة 246 بحيرة نفطية غطت مساحة حوالي 50 كيلومتر مربع بكمية نفط تقدر بحوالي 24 مليون برميل. فشكلت هذه البحيرات حاجزًا بين حبيبات التربة وكائناتها من نباتات وحيوانات وحشرات مما سبب خلالًا تامًا في النظام البيئي. فكان للنفط تأثير سُمي مباشر على النباتات والحيوانات كما شكلت البحيرات النفطية عازلًا يمنع التبادل الغازي بين النباتات والهواء الجوي.

### الآثار على الصحة العامة
كان لانتشار الدخان الكثيف في الكويت حاملًا المواد الهيدروكربونية والآروماتية والسخام الأثر الكبير على الصحة العامة، حيث رصدت الدراسات الإحصائية ارتفاع أعداد المراجعين في المستشفيات والعيادات العامة في الكويت، كما ارتفع عدد المصابين بأمراض الجهاز التنفسي والجهاز الهضمي. وازدادت بلاغات حالات الولادة المبكرة والإجهاض والعيوب الخلقية لدى حديثي الولادة مقارنة لما قبل عام 1990. كما وجدت الأبحاث ارتباط الأمطار النفطية والمواد سريعة التبخر بعدد من الأمراض كالطفح الجلدي ومشاكل في الذاكرة والصداع والخمول وضعف المناعة. كما أشارت الأبحاث إلى وجود صلة بين المواد النفطية ومرض السرطان، فقد وجد من خلال أحد التجارب أن نفط الكويت قد يؤدي للسرطان في 38% من فئران المعامل. وحاليًا يلاحظ ارتفاع في معدلات السرطان بين الكويتين وقد يعود السبب إلى حرائق البترول.

## إطفاء الآبار
نظرًا لحجم الكارثة البيئية وكثرة عدد الآبار النفطية المشتعلة بالإضافة إلى العدد الكبير من الآبار النازفة والدمرة، قدر الوقت اللازم لعملية الإطفاء بفترة تمتد لعدة سنوات. تراوحت التقديرات في المدة اللازمة لعملية إخماد حرائق آبار النفط بين سنتين إلى خمس سنوات،  إلا أن تمت السيطرة على جميع الآبار المحترقة خلال 240 يومًا وذلك بمشاركة 27 فريقًا دوليًا متخصص في إطفاء حرائق النفط وقد ساهم الفريق الكويتي بإطفاء 6٪ من مجموع الآبار. فتم إطفاء آخر بئر في السادس من نوفمبر 1991 ليتم إيقاف المصدر الأول للتلوث في ذلك الوقت.

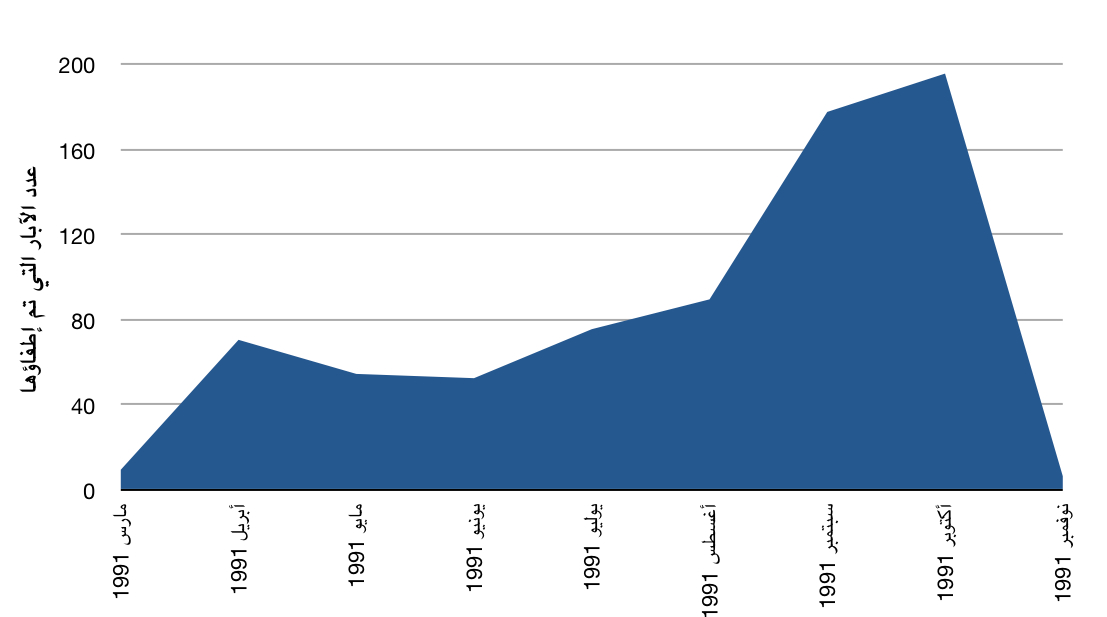
أعداد الآبار التي تم إطفاؤها في الفترة مارس-نوفمبر 1991

في سبتمبر من عام 1990 تم تشكيل فرق من مسؤولي القطاع النفطي في الكويت من أجل وضع خطط للطوارئ وإعادة التشغيل والإنتاج بعد تحرير الكويت. وفرضت الخطة احتراق 100 بئر نفطي بحد أقصى، وعلى هذه الفرضية قامت باستشارة أربعة فرق متخصصة في مكافحة حرائق الآبار النفطية وهي: شركة ريد أدير، وشركة بوتس آند كوتس، وشركة وايلد ويل كنترول، وشركة سيفتي بوس. كما وضعت خطط وتصورات لعملية الإطفاء والعمليات المصاحبة. إلا ونظرًا لارتفاع عدد الآبار المشتعلة والنازفة عن العدد المفروض كان لزامًا على الحكومة الكويتية بإعادة النظر في الخطة ككل.
| حالة الآبار الكويتية في فبراير 1991 | حالة الآبار الكويتية في فبراير 1991 |
| ----------------------------------- | ----------------------------------- |
| محترقة                              | 71%                                 |
| مدمرة                               | 13%                                 |
| متدفقة                              | 5%                                  |
| سليمة                               | 11%                                 |

بعد تحرير الكويت في فبراير 1991 وقعت الكويت عقود إطفاء حرائق الآبار مع الشركات الأربع التي تم استشارتها. وبدأت فرق الإطفاء بالوصول للكويت في 11 مارس 1991. وتم السيطرة على أول بئر مدمر (بئر الأحمدي 49) في 20 مارس 1991 بواسطة شركة ريد أدير.
في الشهور الخمسة الأولى كانت عملية إطفاء النيران مقتصرة على الشركات الأربعة فقط، وفي نهاية أغسطس 1991 انضمت 11 شركة متخصصة في مكافحة الحرائق النفطية من فرنسا وهنغاريا والإتحاد السوفيتي والمملكة المتحدة والصين وإيران للمساهمة في عملية الإطفاء.
أدى ارتفاع الشركات من أربعة في الشهور الأولى إلى 15 -بالإضافة إلى الفريق الكويتي - بواقع 27 فريق، بزيادة معدل غلق الأبار المدمرة والمحترقة من 3 في اليوم في مايو 1991 إلى 8 في أكتوبر 1991. ولعبت عدة عوامل أخرى في ازدياد وتيرة الإطفاء، أهمها اكتمال أعمال التمديدات المائية لنقل مياه البحر واستخدام تقنيات حديثة لوقف اشتعال الآبار.

### الطرق المستخدمة في الإطفاء
تم اتباع عدد من الطرق لإطفاء حرائق آبار النفط، كما تم تطوير وتجربة عدد من الوسائل والمعدات الحديثة والمصنعة خصيصا لحرائق آبار النفط الكويتية. وتشترك جميع الطرق بثلاث مراحل أساسية:
1. تبريد البئر والمنطقة المحيطة به، وتتم ذلك عادة بضخ كميات كبيرة من المياه أو المواد الكيماوية.
2. السيطرة على تدفق النفط من البئر. وبهذه المرحلة يتم السيطرة على ضغط البئر عن ضخ كميات من الطين في فوهة البئر حيث يمنع الطين اندفاع النفط لأعلى لكونه أثقل وأكثر كثافة من النفط. كما أن هناك طرق أخرى لتقليل الضغط في البئر كحفر بئر آخر مواجه أو ثقب مواسير التبطين، وبهاتين الطريقتين يتم تحويل مسار تدفق النفط إلى فتحة أخرى بشكل مدروس.
3. تركيب الصمامات النهائية والتأكد من عدم وجود أي تسرب نفطي أو غازي.

#### التقنيات المستخدمة
- المراوح النفاثة:

استخدم الفريق المجري المراوح النفاثة في عملية إخماد النيران، فقام الفريق بنصب محركين نفاثين لطائرة ميغ 21 فوق دبابة من نوع تي-35. وكان لهذه المحركات قوة دفع تقدر ب16 طن ومعدل ضخ للمياه أو المواد الكيماوية يتراوح بين 8 إلى 15 متر مكعب لكل دقيقة. وبهذه الطريقة تمكن الفريق المجري من إخماد النيران في وقت قياسي يتراوح بين 12 إلى 120 ثانية، مقابل يوم كامل للفرق الأخرى. ولهذه الطريقة قدرة على تبريد البئر بواقع 15 دقيقة مقابل يوم كامل باستخدام الطرق التقليدية. وكان لاستخدام المراوح النفاثة الأثر الكبير في توفير المياه اللازمة لإطفاء وتبريد الآبار المشتعلة.
- قذائف الدبابات:

استخدمت قذائف دبابة إم-60 باتون في إزالة الفحم المتصلب فوق رؤوس الآبار. واختصر استخدام القذائف عملية إزالة فحم الكوك المتصلب والتي تبلغ ثلاثة أيام باتباع الأسلوب التقليدي عن طريق استخدام أذرع الجرافات. وعلى الرغم من اختصارها للوقت، فضلت معضم الفرق اتباع أساليب أكثر أمانًا.
- النيتروجين السائل:

قامت شركة بوتس آند كوتس بإطفاء الآبار المشتعلة بضخ كميات من النيتروجين السائل عند قاعدة البئر، ويقوم النيتروجين المتبخر نتيجة للحرارة العالية بحجب الأكسجين عن النيران فتنطفئ. واستخدمت هذه التقنية في إطفاء 60 بئرًا.
- الرغاوي الكيماوية:

استخدمت شركة نيل آدامز -إحدى شركات الشركة البريطانية الكويتية للإطفاء- باستخدام الرغاوي الكيماوية والتي كانت قادرة على إطفاء البئر المشتعل في دقيقة واحدة. استخدمت هذه التقنية في إطفاء بعض الآبار في الأسبوع الآخير من أكتوبر 1991.

#### الصعوبات
واجهت عملية مكافحة حرائق ابار النفط الكويتية عدد من الصعوبات والمعوقات وكان أبرزها تدمير البنى التحتية ووسائل نقل المياه للمنطقة المنكوبة. فقامت الحكومة الكويتية بإنشاء 361 بحيرة صناعية صغيرة لتخزين ماء البحر قرب منطق عمل الفرق، وقامت بمد ما يقارب 400 كم من الأنابيب لنقل المياه بمعدل 25 مليون غالون يوميًا وبإجملي 11.2 مليار غالون -أي ما يكفي لتغطية مساحة الكويت بمقدار 12 مم. كما شكل نقل المعدات اللازمة للإطفاء عائق آخر أمام عملية الإطفاء. وللتغلب على هذا العائق تم استئجار 55 طائرة من نوع بوينغ 747 أس و55 طائرة عسكرية من نوع لوكهيد سي5 غلاكسي وأن 124 لنقل المعدات والآليات المستخدمة حتى يعتقد أنها أكبر عملية نقل جوي منذ الجسر الجوي لبرلين بعد الحرب العالمية الثانية، حيث تم نقل 5,500 طن من المعدات جوًا من أصل 145,000 طن من الأجهزة والمعدات. كان يتم إفراغ 8 سفن و6 طائرات شحن من المعدات في المتوسط يوميًا. وشكلت العربات والآليات عند اكتمال وصولها ثاني أكبر أسطول آليات غير عسكرية في العالم.
كما شكلت المتفجرات والألغام المزروعة حول الآبار عائق آخر يحول دون مكافحة النيران، حيث تبلغ المساحة التي تم إزالة المتفجرات منها بحوالي 530 كم مربع، وتقدر عدد المتفجرات التي تم تدميرها ب20,000 قطعة بواقع 400 مهمة تفكيك متفجرات يوميًا.

### الفرق المشاركة
ساهمت 15 شركة بواقع 26 فريق بالإضافة إلى فريق الإطفاء الكويتي في مكافحة حرائق الآبار النفطية الكويتية. واستخدمت هذه الشركات ما يقارب من 10,000 عامل من 37 دولة. بدأت كل من شركة ريد أدير وبوتس آند كوتس ووايلد ويل منترول وسيفتي بروس بعمليات الإطفاء قبل بقية الشركات بمدة تقارب الخمسة أشهر، وهذا يبرر ارتفاع عدد الآبار المطفأة من قبلها مقارنة بالشركات الأخرى، حيث قامت هذه الشركات الأربع بالسيطرة على 78٪ من مجموع الآبار المدمرة. وتمت محاسبة الشركات على أساس الأجر اليومي وليس حسب عدد الآبار المسيطر عليها، وذلك لاختلاف حجم الأضرار من بئر إلى آخر، كما أن الأجر اليومي يعطي مرونة أكبر في التعامل مع الآبار والمعدات.
| الشركة                                      | عدد الآبار | عدد الفرق | معدل الإطفاء (يوم لكل بئر) | أجر الفريق الواحد (يوميًا) |
| ------------------------------------------- | ---------- | --------- | -------------------------- | ------------------------- |
| - ريد أدير                                  | 117        | 3         | 2                          | 20,000$                   |
| - بوتس آند كوتس                             | 126        | 3         | 1.8                        | 25,500$                   |
| - وايلد ويل كنترول                          | 123        | 3         | 1.8                        | 17,150$                   |
| - سيفتي بوس                                 | 176        | 3         | 1.15                       | 13,900$                   |
| - برشر كنترول                               | 23         | 2         | 3.6                        | 30,000$                   |
| - شركة النفط الإيرانية الوطنية              | 20         | 1         | 4,5                        | 71,000$                   |
| - المؤسسة الصينية للبترول والهندسة والإعمار | 10         | 1         | 6                          | 18,286$                   |
| - فريق الإطفاء الكويتي                      | 41         | 1         | 1.3                        | -$                        |
| - أليرت ديزازتر                             | 11         | 2         | 3.4                        | 18,500$                   |
| - تكنوأمبكس                                 | 9          | 1         | 4.1                        | 46,482$                   |
| - شركة إيبل للهندسة                         | 39         | 1         | 4                          | 19,000$                   |
| - الشركة الوطنية الرومانية                  | 6          | 1         | 4                          | 27,675$                   |
| - شركة ريد فليم                             | 7          | 1         | 5.1                        | 18,000$                   |
| - شركة هورول                                | 9          | 2         | 3.4                        | 94,560$                   |
| - شركة كنفرجن كونسرن                        | 4          | 1         | 3.3                        | 37,629$                   |
| - المجموعة البريطانية الكويتية للإطفاء      | 6          | 1         | 3.2                        | 38,750$                   |

#### تكاليف الحرائق والإطفاء
تكبدت الكويت خسائر في كمية النفط المحروق وتدمير البنية التحتية النفطية ومصاريف فرق الإطفاء. فنتيجة لتدمير معظم الآبار النفطية انخفض مستوى إنتاج النفط لمستويات متدنية مما حرم الكويت من مصدرها الرئيسي للدخل، كما سببت حرائق الآبار بفقدان ما بين 4 إلى 6 ملايين برميل من النفط و100 مليون متر مكعب من الغاز يوميًا، وهذا الرقم يعتبر أكثر من ضعف إنتاج الكويت من النفط الخام في تلك الفترة والذي يقدر ب2 مليون برميل يوميًا. كما طال التدمير موانئ التصدير وخزانات التجميع ومصافي النفط مما وضع الصناعة النفطية في شلل تام بعد الأيام الآولى بعد تحرير الكويت. خسرت الكويت نتيجة للنفط المحروق ما يقارب 600 مليون برميل -يوازي استهلاك العالم للنفط لمدة 3 أشهر في تلك الفترة- أي ما يعادل 12 مليار دولار. كما فقدت الكويت 3% من احتياطي النفط لديها. كلفت عمليات إطفاء الآبار المشتعلة ما يقارب 2.2 مليار دولار، منها 1.5 مليار دولار لفرق ومعدات الإطفاء والبقية للخدمات المساندة.

## التأثير الثقافي للحرائق

طابع تذكاري بمناسبة مرور عام على إطفاء آخر الآبار

تم إنتاج فيلم وثائقي بتقنية الآي ماكس عن حرائق آبر النفط الكويتية عرف بحرائق الكويت والذي حصل على ترشيح جائزة الأوسكار.
كما عرضت حرائق الآبار في فيلم دروس الظلام للمخرج الألماني فرنر هرتزوغ.
تم عرض الدخان والمطر الأسود في فيلم جارهيد عام 2005 وفي لعبة الفيديو الظلام الأبدي. كما ظهرت الحرائق في فيلم براكا. تمت مقابلة برانكو بابيك في قناة ديسكفري للتحدث عن مخترعاته التي صممت لمكافحة حرائق آبار النفط الكويتية.

## وصلات خارجية
- . على يوتيوب